# Papa Roach
Papa Roach ist eine US-amerikanische Metal- und Rockband, die 1993 in Vacaville, Kalifornien gegründet wurde. Die Band war Anfang des neuen Jahrtausends mit dem Album Infest Teil der kommerziell erfolgreichen Nu-Metal-Welle, welche sich im „Crossover-Boom“ der 1990er Jahre entwickelt hatte. Die daraus ausgekoppelte Single Last Resort wurde ein Hit und erreichte in mehreren Ländern hohe Platzierungen in den Hitlisten. Dadurch wurde die Gruppe für zahlreiche internationale Musikpreise wie den Grammy und den MTV Video Music Award nominiert. Sie distanzierte sich allerdings bereits nach ihrem erfolgreichen Debüt musikalisch schrittweise von der Musikrichtung Nu Metal und handhabt seitdem mit verschiedenen Stilen der Rockmusik. Beeinflusst wurde die Band u. a. von Faith No More und Rage Against the Machine. Der Bandname „Papa Roach“ stammt von dem Sänger Jacoby Shaddix. Nach eigenen Angaben hieß sein Großvater mit Nachnamen „Roatch“ und sei auch mit dem Spitznamen „Papa“ angesprochen worden. Die Band hat ein Maskottchen in Form einer Kakerlake (engl. cockroach). Bis heute haben Papa Roach mehrere Auszeichnungen für Plattenverkäufe entgegengenommen und weltweit mehr als 80 Millionen Alben verkauft, davon alleine 25 Millionen in den USA.

## Geschichte

### Gründung und erste Schritte (1993–2000)
Der Ursprung von Papa Roach lässt sich bis in die Highschool-Zeit der Mitglieder zurückführen, wo sich der Sänger Jacoby Shaddix, der lieber mit seinem Spitznamen Coby Dick angesprochen werden wollte, sowie der Gitarrist Jerry Horton, der Bassist Will James und der Schlagzeuger Dave Buckner kennengelernt haben. Die Band konnte in ihrer Heimatstadt Vacaville schnell zu einer lokalen Größe aufsteigen, da man schon früh für bekanntere Bands wie die Deftones, Fu Manchu oder Suicidal Tendencies Konzerte eröffnete. 1994 veröffentlichte die Band eigenständig die EP Potatoes for Christmas. Von diesen kleinen Erfolgen motiviert, wollte die Band ein Album aufnehmen. Jedoch wurde Will James aus der Band geworfen, da dieser sich lieber um ein von der Kirche veranstaltetes Sommercamp kümmern wollte und deshalb nicht mehr bereit war, mit der Band zu touren. Als Ersatz stieg der erst 16-jährige Ex-Roadie Tobin Esperance in die Band ein.
Ende 1996 begannen Papa Roach dann ein Demotape mit dem Namen Old Friends from Young Years aufzunehmen, welches am 4. Februar 1997 über das Label Onion Hardcore veröffentlicht wurde. 1998 erschien mit der EP Five Tracks Deep eine weitere Veröffentlichung. Doch erst mit dem Release einer weiteren EP 1999, die den Namen Let ’em Know trug, konnte die Band einen Vertrag mit dem Major-Label DreamWorks Records für sich beanspruchen, wodurch es der Band möglich wurde, ein Studioalbum aufzunehmen und zu veröffentlichen. Als Produzent wurde Jay Baumgardner verpflichtet, der schon mit mehreren Nu-Metal-Bands wie Spineshank oder Orgy zusammengearbeitet hatte.

### „Infest“ und schnelle Erfolge (2000–2002)
Am 25. April 2000 veröffentlichte die Band ihr Debütalbum Infest. Das Album ist bis heute das kommerziell erfolgreichste Album der Bandgeschichte. So erreichte das Album unter anderem in Deutschland und den USA Platz fünf sowie in Großbritannien Platz neun. In den USA wurde Infest mit dreifach-Platin, in Kanada mit Doppel-Platin und in Großbritannien mit Silber ausgezeichnet. Auch in Österreich und der Schweiz schaffte es Infest, mit Gold ausgezeichnet zu werden. Der Erfolg konnte durch das Auskoppeln der Single Last Resort am 18. September 2000 noch vergrößert werden. Der Song konnte sich ebenfalls in mehreren Ländern hoch platzieren. So schaffte es das Lied in Deutschland bis auf Platz vier der Single-Charts von Media Control, wo die Single später auch Platinstatus erreichte. Weitere Top-Ten-Platzierungen waren Platz drei in Großbritannien sowie Platz sieben in Österreich. In den USA belegte Last Resort lediglich Platz 57 der jeweiligen Hitliste. Weitere Singles waren Broken Home, Between Angels & Insects sowie Dead Cell. Auch live konnte die Band als Support für Rage Against the Machine überzeugen, und ebenfalls Limp Bizkit setzten laut eigener Aussage große Stücke auf Papa Roach.
Nachdem man mit Last Resort noch im selben Jahr für einen MTV Video Music Award in der Kategorie Best New Artist nominiert worden war, sich allerdings nicht gegen Macy Grays I Try durchsetzen konnte, schafften es Papa Roach 2001 auch bei der 43. Grammy-Verleihung in zwei Kategorien nominiert zu sein. Einerseits als Best New Artist, andererseits in der Sparte Best Short Form Music Video für das Musikvideo der zweiten von Infest ausgekoppelten Single Broken Home. Allerdings musste sich die Band auch hier geschlagen geben. So ging der Preis an Shelby Lynne bzw. an die Foo Fighters für deren Video zu Learn to Fly.

### „Lovehatetragedy“ und „Getting Away with Murder“ (2002–2006)
Das zweite Studioalbum Lovehatetragedy wurde von Brendan O’Brien produziert, der sich durch die Zusammenarbeit mit modernen Rockbands einen Namen gemacht hatte. Es wurde am 18. Juni 2002 veröffentlicht und konnte aus Sicht vieler Kritiker nur bedingt an den Erfolg von Infest anknüpfen. So wurde der Band vorgeworfen, es mangele an Hits und es wären weniger eingängige Songs geschrieben worden. Generell orientierte sich die Band nicht mehr an ihren musikalischen Wurzeln, sondern zeigte sich experimentierfreudiger. So enthalten einige Songs beispielsweise Punk-Elemente. Somit distanzierten sich Papa Roach früher als andere Bands musikalisch vom Nu Metal, während bekanntere Vertreter wie Korn oder Linkin Park sich erst Jahre später von diesem Stil entfernten. Die ausgekoppelten Singles She Loves Me Not und Time and Time Again konnten keine nennenswerten Chartpositionen erzielen. Das Album an sich stieg allerdings besser als der Vorgänger in die Hitlisten ein. In mehreren Ländern schaffte es das Album häufiger bis in die Top Ten der jeweiligen Charts. Die höchste Platzierung war Rang zwei in den USA. In Deutschland schaffte es das Album bis auf Platz sechs und war damit um eine Position weniger erfolgreicher als das Debüt. In den USA, Kanada, Großbritannien und der Schweiz erreichte das Album zudem Goldstatus. Ab diesem Zeitpunkt möchte Jacoby Shaddix wieder mit seinem eigentlichen Namen angesprochen werden anstatt mit seinem Spitznamen "Coby Dick". Die Album-Tour dauerte bis 2003. Zwischenzeitlich schloss sich die Band der „Anger Management“-Tour des Rappers Eminem an. Im gleichen Jahr lieferten Papa Roach auch einen Gastbeitrag mit dem Song „Anxiety“ der Hip-Hop-Gruppe The Black Eyed Peas ab, welcher auf deren dritten Album Elephunk veröffentlicht wurde. Außerdem nahm man zusammen mit der Gruppe N.E.R.D. den Song „Don’t Look Back“ exklusiv für den Soundtrack des Films Biker Boyz auf.
Das dritte von Howard Benson produzierte Studioalbum Getting Away with Murder wurde im Gegensatz zu den ersten beiden Alben unter Geffen Records vertrieben. Letzten Endes wurde es am 31. August 2004 veröffentlicht. Das Album führte den eingeschlagenen Weg von Lovehatetragedy fort und bekam größtenteils ebenfalls verhaltene Kritiken. Auch die Chartplatzierungen fielen zurück. War der Vorgänger in den USA noch auf Platz zwei, so konnte Getting Away with Murder nur Platz 17 belegen. Die höchsten Platzierungen erreichte das Album in Deutschland und Österreich, wo es bis auf Platz 8 gelangte. In den USA schaffte es das Album jedoch trotzdem Platinstatus zu erhalten und auch in Kanada erhielt das Album eine Goldauszeichnung. Die zweite Single Scars wurde in den USA ein Hit und schaffte es bis auf Platz 15 der Billboard Hot 100. Es ist bis heute die höchste Platzierung der Band mit einer Single in Amerika. Mit diesem Lied schaffte es Papa Roach auch eine Goldauszeichnung zu erlangen. Neben Scars wurden als Vorab-Single das Titellied Getting Away with Murder sowie Take Me als letzte Auskopplung veröffentlicht. Zudem war ab dem 9. November ein Extended Play mit dem Namen Rolling Stone Original digital einsehbar. Es enthält drei Live-Aufnahmen der Songs She Loves Me Not, Last Resort und Getting Away with Murder.

### „The Paramour Sessions“ und Buckners Ausstieg (2006–2009)
Für das kommende Studioalbum wechselten Papa Roach das Studio. Es wurde in einer Villa in Hollywood Hills der 1933 bei einem Autounfall ums Leben gekommenen Öl-Erbin Daisy Canfield eingerichtet und trägt den Namen The Paramour Mansion, von dem auch der spätere Name des Studioalbums abgewandelt wurde. Die beiden Vorgängeralben wurden in den Royaltone Studios in Los Angeles aufgenommen, während Infest noch in den NRG Studios in North Hollywood zustande kam. Wie Getting Away with Murder wurde auch The Paramour Sessions von Howard Benson produziert. Das Album wurde am 12. September 2006 veröffentlicht, stieg auf Platz 16 der Billboard 200 ein und verkaufte sich in der ersten Woche 37.000-mal. Außerhalb der USA fiel die Veröffentlichung in den Hitlisten allerdings schlechter aus. So platzierte sich The Paramour Sessions in Deutschland und Österreich nur auf Platz 35. In Großbritannien erreichte es lediglich Platz 61. Außerdem war es für die Band das erste Mal, keine Auszeichnung für Plattenverkäufe gewonnen zu haben. Als Singles wurden … To Be Loved, Forever, Time Is Running Out und Reckless veröffentlicht.

„Ich wurde zwischenzeitlich von surrealen Wesen heimgesucht, hatte körperlosen Sex mit den Geistern des alten Hollywood, habe gelernt, Gespenster zu sehen. Dazu kommt, dass ich jetzt weiß, wie es sich anfühlt, wenn dein Körper von einem Geist durchquert wird. Am Ende der Sessions war uns klar, dass wir verdammt noch mal abhauen müssen, sonst wären wir noch komplett verrückt geworden.“

Am 17. und 24. Juli 2007 veröffentlichten Papa Roach jeweils eine EP. Zum einen eine Live Session, die exklusiv auf iTunes erhältlich ist und drei Livemitschnitte der Lieder Reckless, Scars und Forever zeigt. Zum anderen Hit 3 Pack: Forever, die Radio-Edits von Forever und … To Be Loved beinhaltet sowie die Studio-Version von Scars. Während dieser Zeit nahm sich Schlagzeuger Dave Buckner eine Auszeit, da er seine Drogenprobleme nicht in den Griff bekam. Anfang 2008 wurde offiziell bestätigt, dass Buckner Papa Roach verlassen habe, um sich in eine Entzugsklinik einweisen zu können. Shaddix bestätigte, dass trotzdem an einem neuen Album gearbeitet werde. Kurz darauf wurde Tony Palermo als Nachfolger vorgestellt. Anfang 2009 verklagte Buckner Papa Roach, das Label Universal Records sowie Cherry Lane Publishing wegen nicht bezahlter Tantiemen. Er forderte, dass sich Papa Roach und die erwähnten Firmen auflösen. Die Band habe 210.000 US-Dollar von der Broadway Federal Bank geliehen, ohne ihn vorher darüber zu informieren. Außerdem machte er klar, dass er immer noch Inhaber von Papa Roach LLC, Viva la cucaracha Music Inc., New Noize Records Inc., Papa Roach Touring Inc. sowie PR Reality LLC sei. Des Weiteren warf er der Band vor, weitere 400.000 US-Dollar in Aufnahmesessions für ein Musikvideo finanziert zu haben. Um den Vorschuss von Universal zurückzahlen zu können, habe die Band eigene Tantiemen auf ein Konto geleitet. Ob die Klage durchgesetzt wurde, ist nicht vollständig geklärt.

### „Metamorphosis“ (2009–2012)

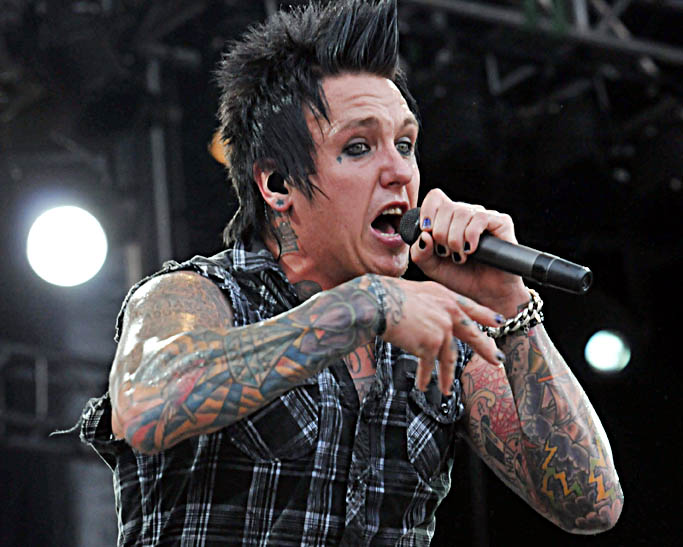
Jacoby Shaddix beim Sziget-Festival, Budapest 2010

Nachdem die letzten zwei Studioalben über Geffen Records veröffentlicht wurden, wechselte die Gruppe erneut die Plattenfirma und unterschrieb einen Vertrag bei DCG Records, einem Unterlabel von Interscope. Als Produzent wurde Jay Baumgardner verpflichtet, der das erfolgreiche Debüt-Album Infest produziert hatte. Co-Produzent wurde James Michael. Wie auch bei The Paramour Sessions fanden die Arbeiten an Metamorphosis im The Paramour Mansion statt. Das Album wurde am 24. März 2009 veröffentlicht. Es konnte sich besser platzieren als der Vorgänger. Das Album schaffte es auf Platz 8 der amerikanischen Billboard 200. Somit war es nicht nur die höchste Platzierung seit Lovehatetragedy, sondern seitdem auch die erste in den Top Ten. Auch in anderen Ländern schaffte es das Album in die Charts, so auf Platz 23 in Deutschland, Platz 12 in Österreich und Platz 21 in der Schweiz. Als Singles wurden Hollywood Whore, Lifeline, I Almost Told You That I Loved You sowie Had Enough ausgekoppelt. Bereits am 23. Juni veröffentlichte die Band ihr siebtes Extended Play Naked and Fearless: Acoustic EP. Sie beinhaltet drei Akustik-Aufnahmen der Lieder Lifeline, Had Enough und Carry Me.
Auf Geffen Records veröffentlichten Papa Roach ihr erstes Best-Of-Album, auf dem sich neben zahlreichen bekannten Liedern auch ein neu eingespieltes Lied mit dem Titel Just Go (Never Look Back) befindet. …To Be Loved: The Best of Papa Roach war ab dem 29. Juni 2010 erhältlich. Die Band selbst war gegen die Veröffentlichung des Albums und riet ihren Fans vom Kauf des Albums ab, da man plante eine andere Veröffentlichung herauszugeben und dies sonst zu Verwirrung führe. Außerdem betonte Jacoby Shaddix, dass Interscope nichts als leere Versprechungen gegeben habe, weshalb man auch dieses Label verlassen werde. Diesmal stiegen Papa Roach bei Eleven Seven Music ein. Die erste Veröffentlichung über die neue Firma erfolgte durch Time for Annihilation: On the Record & On the Road. Das von David Bendeth (Breaking Benjamin) produzierte Album erschien am 31. August und beinhaltet neun Liveaufnahmen, die von der vergangenen Tour mit Shinedown entstanden sind. Allerdings enthält die Kompilation auch fünf neue Stücke, von denen mit Kick in the Teeth, Burn und No Matter What auch drei als Singles ausgekoppelt wurden, zu denen es auch Musikvideos gab.

### „The Connection“ (2012–2014)
Bereits Ende 2011 begann die Band mit den Arbeiten an einem neuen Album. Dabei entstand neben dem eigentlichen Album mit Even If I Could ein Soundtrack zu dem Film Marvel’s The Avengers. Die erste offizielle Single aus The Connection wurde mit Still Swingin am 23. Juni 2012 veröffentlicht. Die kommenden Tourneen mussten abgesagt werden, da Shaddix mit einer Hautkrankheit zu kämpfen hatte. Kurz darauf, am 30. August, veröffentlichte die Band das Musikvideo zu Still Swingin. The Connection wurde am 28. September 2012 in Deutschland veröffentlicht. Es stieg bis auf Platz 27 der Media Control Charts ein. In anderen Ländern waren die Chartpositionen ähnlich verhalten. In den USA schaffte es das Album bis auf Platz 17 und war damit schlechter als Metamorphosis, welches es auf Platz acht schaffte. Die Albumtour begann am 28. Oktober in Des Moines, Iowa. Begleitet wurde die Band dabei streckenweise von Stone Sour, die parallel dazu ihr Album House of Gold & Bones – Part 1 vorstellten. Am 20. November erfolgte die Veröffentlichung der zweiten Single Where Did The Angels Go?, zu der es auch ein Musikvideo gab. Am 22. Januar 2013 folgte Before I Die als dritte Single. Das dazugehörige Video war bereits am 22. Dezember im Internet einsehbar.

### „Crooked Teeth“ (2016–2017)
Januar 2016 gaben Papa Roach bekannt, an einem neuen Studioalbum zu arbeiten. Jacoby Shaddix gab in einem Interview Mitte Juli 2016 bekannt, dass das neue Album Anfang 2017 zu erwarten sei. Bereits im November 2016 begann Papa Roach damit, erste Single-Auskopplungen des noch nicht veröffentlichten Albums herauszubringen. Mit "Crooked Teeth" als erster Singleauskopplung folgten im neuen Jahr die Singles Help (Februar '17), Periscope (März '17) und American Dreams (April '17). Im Mai 2017 kam dann auch das Gesamtalbum auf den offiziellen Markt, welches den gleichen Titel wie die erste Single-Auskopplung trägt: "Crooked Teeth"; veröffentlicht unter dem Label von ElevenSeven. Das Album stieg auf Platz 6 der offiziellen deutschen Charts ein sowie auf Platz 20 in den US Top 200 Billboard Charts. In diesem Jahr waren Papa Roach auch auf Europa-Tournee bis Ende Oktober 2017, u. a. in Deutschland, Finnland, England, Schottland & Frankreich.

### „Who Do You Trust?“ (seit 2018)
Am 5. Oktober 2018 veröffentlichte die Band zwei neue Singles, Renegade Music und Who Do You Trust?. Bei Who Do You Trust? handelt es sich um ein Musikvideo. "Renegade Music" bekam stattdessen nur ein Audio-Video. Am 16. November 2018 veröffentlichte die Band die dritte Single, "Not The Only One". Außerdem kündigten sie das nächste Album, "Who Do You Trust?" an, welches am 18. Januar 2019 erschienen ist.
Im Frühjahr 2020 tourten Papa Roach mit Hollywood Undead als Co-Headliner und Ice Nine Kills durch Europa. Gitarrist Jerry Horton war nicht auf der Bühne zu sehen, denn er hatte sich zwei Wochen zuvor zwei Finger gebrochen. Er wurde durch Anthony Esperance, dem Bruder von Bassist Tobin Esperance vertreten. Horton erschien am 24. Februar als Gast beim Konzert in München. Leipzig blieb die letzte Station der Tour. Sie musste aufgrund der COVID-19-Pandemie abgebrochen werden.

### „Ego Trip“ (seit 2022)
Am 8. April 2022 erschien das Album Ego Trip.

## Stil und Rezeption
Die Band zeigt sich stilistisch von Crossover-Bands wie Faith No More, Rage Against the Machine, Beastie Boys, Fugazi, Red Hot Chili Peppers, Biohazard, Suicidal Tendencies und Henry Rollins, als auch von klassischen Bands wie Black Sabbath, Led Zeppelin, Metallica und Pink Floyd sowie Hip-Hop-Gruppen des Typs Cypress Hill und Run-D.M.C. beeinflusst. Bassist Tobin Esperance äußerte außerdem, dass Reggae einen großen Einfluss auf sein Bassspiel gehabt hätte.
Zu Beginn ihrer Karriere gehörten Papa Roach dem damals populären Nu Metal an, wodurch es der Band möglich war, eine breitere Masse an Zuhörern zu erreichen. Im Gegensatz zu anderen Genre-Vertretern wie Limp Bizkit oder Linkin Park verwendeten Papa Roach nur wenige Rap- und Hip-Hop-Einlagen in ihren Liedern. Rock-Hard-Redakteur Marcus Schleutermann, erinnerte Sänger Jacoby Shaddix an eine Mischung aus Fred Durst (Limp Bizkit) und Zack de la Rocha (Rage Against the Machine). Ab dem zweiten Album Lovehatetragedy wandte sich die Band weitaus früher als andere Bands vom Nu Metal ab und setzte mehr auf dominierendes Gitarrenspiel. Generell zeigte man sich danach experimentierfreudiger. So enthält jenes Album beispielsweise Einflüsse aus dem Punk.
Auch das Album The Paramour Sessions weist „Gothic Rock“-Elemente auf, was an dem Song Forever deutlich wird. Deshalb wird der spätere Stil schlicht als Alternative Rock bezeichnet. Außerdem schrieb die Band auf ihren letzten Alben zunehmend balladeske Stücke, wobei viele Kritiker der Ansicht waren, dass sich die Kalifornier viele solcher Lieder hätten sparen können. Auch sind viele Rezensenten der Ansicht, dass die Band bis heute nicht an das erfolgreiche Major-Debüt Infest anknüpfen konnte, was sich auch in schwächeren Chartplatzierungen widerspiegelt. So schafften es in Deutschland die ersten drei Alben in die Top Ten von Media Control, während die Nachfolge-Alben es nicht mehr unter die Top 20 schafften. Schleutermann schrieb in einem späteren Review zu Metamorphosis:

„PAPA ROACH haben es nicht einfach, denn gleich mit ihrem Dreifach-Platin-Debüt „Infest“ und den Hitsingles ‚Last Resort‘ und ‚Broken Home‘ legten sie vor neun Jahren die Messlatte so hoch, dass sie in der Folge daran zu zerbrechen drohten. Doch auch wenn die folgenden Alben kommerziell nicht mehr daran anknüpften, konnten sie qualitativ stets überzeugen.“

## Diskografie
Studioalben

| Jahr | Titel Musiklabel                                    | Höchstplatzierung, Gesamtwochen, AuszeichnungChartplatzierungen (Jahr, Titel, Musiklabel, Platzierungen, Wochen, Auszeichnungen, Anmerkungen) | Höchstplatzierung, Gesamtwochen, AuszeichnungChartplatzierungen (Jahr, Titel, Musiklabel, Platzierungen, Wochen, Auszeichnungen, Anmerkungen) | Höchstplatzierung, Gesamtwochen, AuszeichnungChartplatzierungen (Jahr, Titel, Musiklabel, Platzierungen, Wochen, Auszeichnungen, Anmerkungen) | Höchstplatzierung, Gesamtwochen, AuszeichnungChartplatzierungen (Jahr, Titel, Musiklabel, Platzierungen, Wochen, Auszeichnungen, Anmerkungen) | Höchstplatzierung, Gesamtwochen, AuszeichnungChartplatzierungen (Jahr, Titel, Musiklabel, Platzierungen, Wochen, Auszeichnungen, Anmerkungen) | Höchstplatzierung, Gesamtwochen, AuszeichnungChartplatzierungen (Jahr, Titel, Musiklabel, Platzierungen, Wochen, Auszeichnungen, Anmerkungen) | Anmerkungen                                                 |
| Jahr | Titel Musiklabel                                    | DE | AT | CH | UK | US | Rock | Anmerkungen                                                 |
| ---- | --------------------------------------------------- | --- | --- | --- | --- | --- | --- | ----------------------------------------------------------- |
| 1997 | Old Friends from Young Years Onion Hardcore (Onion) | — | — | — | — | — | — | Erstveröffentlichung: 4. Februar 1997                       |
| 2000 | Infest DreamWorks Records (UMG)                     | DE5 Platin · (32 Wo.)DE | AT12 Gold · (27 Wo.)AT | CH16 Gold · (32 Wo.)CH | UK9 Platin · (37 Wo.)UK | US5 ×4Vierfachplatin · (65 Wo.)US | — | Erstveröffentlichung: 25. April 2000 Verkäufe: + 5.207.500  |
| 2002 | Lovehatetragedy DreamWorks Records (UMG)            | DE6 (13 Wo.)DE | AT8 (14 Wo.)AT | CH3 Gold · (14 Wo.)CH | UK4 Gold · (9 Wo.)UK | US2 Gold · (15 Wo.)US | — | Erstveröffentlichung: 31. Mai 2002 Verkäufe: + 670.000      |
| 2004 | Getting Away with Murder Geffen Records (UMG)       | DE8 Gold · (8 Wo.)DE | AT8 (8 Wo.)AT | CH13 (8 Wo.)CH | UK30 Silber · (3 Wo.)UK | US17 Platin · (61 Wo.)US | — | Erstveröffentlichung: 27. August 2004 Verkäufe: + 1.210.000 |
| 2006 | The Paramour Sessions Geffen Records (UMG)          | DE35 (5 Wo.)DE | AT35 (5 Wo.)AT | CH33 (4 Wo.)CH | UK61 (1 Wo.)UK | US16 Gold · (36 Wo.)US | Rock9 (5 Wo.)Rock | Erstveröffentlichung: 8. September 2006 Verkäufe: + 500.000 |
| 2009 | Metamorphosis Interscope Records (UMG)              | DE23 (7 Wo.)DE | AT12 (9 Wo.)AT | CH21 (7 Wo.)CH | UK42 Silber · (3 Wo.)UK | US8 (25 Wo.)US | Rock3 (13 Wo.)Rock | Erstveröffentlichung: 20. März 2009 Verkäufe: + 60.000      |
| 2012 | The Connection Eleven Seven Music (UMG)             | DE27 (3 Wo.)DE | AT24 (3 Wo.)AT | CH21 (3 Wo.)CH | UK37 (1 Wo.)UK | US17 (5 Wo.)US | Rock7 (4 Wo.)Rock | Erstveröffentlichung: 28. September 2012 Verkäufe: + 40.000 |
| 2015 | F.E.A.R. Eleven Seven Music (Sony)                  | DE6 (5 Wo.)DE | AT8 (4 Wo.)AT | CH8 (4 Wo.)CH | UK13 (2 Wo.)UK | US15 (3 Wo.)US | Rock2 (8 Wo.)Rock | Erstveröffentlichung: 23. Januar 2015                       |
| 2017 | Crooked Teeth Eleven Seven Music (Sony)             | DE6 (7 Wo.)DE | AT6 (3 Wo.)AT | CH7 (4 Wo.)CH | UK20 Silber · (2 Wo.)UK | US20 (3 Wo.)US | Rock4 (3 Wo.)Rock | Erstveröffentlichung: 19. Mai 2017 Verkäufe: + 60.000       |
| 2019 | Who Do You Trust? Better Noise Music (Sony)         | DE4 (4 Wo.)DE | AT8 (2 Wo.)AT | CH3 (2 Wo.)CH | UK36 (1 Wo.)UK | US73 (1 Wo.)US | Rock11 (1 Wo.)Rock | Erstveröffentlichung: 18. Januar 2019                       |
| 2022 | Ego Trip New Noize Records (WMG)                    | DE14 (3 Wo.)DE | AT18 (2 Wo.)AT | CH9 (2 Wo.)CH | — | US115 (1 Wo.)US | Rock21 (1 Wo.)Rock | Erstveröffentlichung: 8. April 2022                         |

grau schraffiert: keine Chartdaten aus diesem Jahr verfügbar